# Zyklisch angeordnete Gruppe
In der Mathematik ist eine zyklisch angeordnete Gruppe eine Gruppe mit einer von der Links- und Rechtsmultiplikation erhaltenen zyklischen Anordnung. Wenn die zyklische Anordnung nur von der Linksmultiplikation erhalten wird, spricht man von einer linkszyklisch angeordneten Gruppe (engl.: left circularly ordered group).

## Zyklisch angeordnete Gruppen
Eine Gruppe {\displaystyle G} ist genau dann zyklisch angeordnet, wenn sie sich als Quotient {\displaystyle G=L/Z} einer angeordneten Gruppe {\displaystyle L} nach einer von einem zentralen Element erzeugten kofinalen Untergruppe {\displaystyle Z} ist.
Eine Gruppe {\displaystyle G} ist genau dann zyklisch angeordnet, wenn sie Untergruppe eines Produkts {\displaystyle T\times L} der Kreisgruppe {\displaystyle T} mit einer angeordneten Gruppe {\displaystyle L} ist.

## Linkszyklisch angeordnete Gruppen
Eine abzählbare Gruppe ist genau dann eine linkszyklisch angeordnete Gruppe, wenn sie eine Untergruppe von {\displaystyle Homeo^{+}(S^{1})}, der Gruppe der orientierungs-erhaltenden Homöomorphismen des Kreises ist.
Zu einer Untergruppe von {\displaystyle Homeo^{+}(S^{1})} hat man ihre Euler-Klasse {\displaystyle e}. Die linkszyklisch angeordnete Gruppe ist genau dann eine links angeordnete Gruppe, wenn {\displaystyle e=0} ist.